# David Sklansky

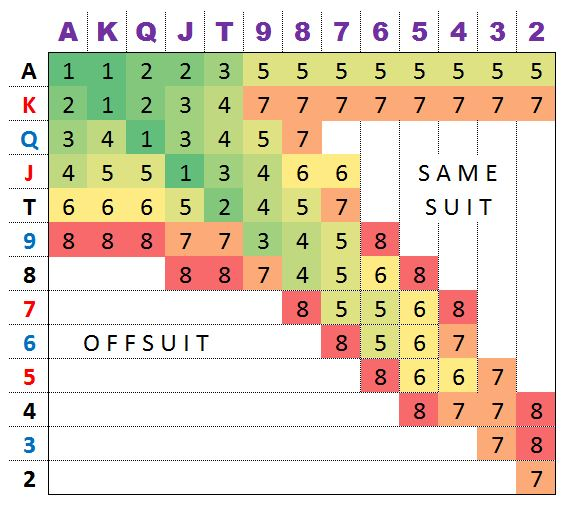
Sklansky table

David Sklansky (Teaneck, 22 dicembre 1947) è un giocatore di poker e saggista statunitense.

## Biografia
In carriera ha vinto 3 braccialetti delle WSOP e centrato 25 piazzamenti a premi. Oltre che per i successi al tavolo da poker, Sklansky è noto principalmente per aver contribuito in modo rilevante a formalizzare ed applicare i principi statistici al gioco del poker.
Dopo il diploma conseguito nel 1966, Sklansky si iscrive all'Università della Pennsylvania ma non porta a termine i suoi studi in ambito statistico-finanziario; preferisce infatti dedicarsi al gioco del poker. Svolge, seppur brevemente, un lavoro di valutazione probabilistica di alcuni eventi potenzialmente dannosi per le aziende, e dei costi ad essi legati.
Scrive il primo libro nel 1988, dal titolo Hold'em Poker; concentra la sua attenzione sugli aspetti matematici e statistici dell'approccio al gioco, superando il concetto che l'esperienza empirica acquisita al tavolo potesse essere sufficiente. Sklansky distingue le "sensazioni" dalle "informazioni": solo queste ultime permettono al giocatore di trarre le scelte corrette.
Scrive 13 libri dedicati al poker, il più importante dei quali è The Theory of Poker, nel quale introduce il fondamentale concetto di "valore atteso" e formula il Teorema fondamentale del poker.

## Braccialetti delle WSOP

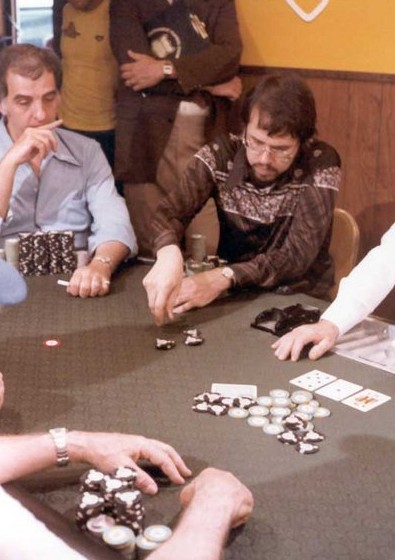
Sklansky (a destra) alle WSOP 1979

| Edizione | Torneo             | Premio (US$) |
| -------- | ------------------ | ------------ |
| 1982     | $1,000 Draw High   | 15500 $      |
| 1982     | $800 Mixed Doubles | 8800 $       |
| 1983     | $1,000 Limit Omaha | 25500 $      |

## Libri pubblicati
| Titolo                                                                                           | ISBN                  |
| ------------------------------------------------------------------------------------------------ | --------------------- |
| Gambling for a Living di David Sklansky e Mason Malmuth                                          | (ISBN 1-880685-16-7)  |
| Getting the Best of It di David Sklansky                                                         | (ISBN 1-880685-04-3)  |
| Hold'em Poker di David Sklansky                                                                  | (ISBN 1-880685-08-6)  |
| Hold'em Poker for Advanced Players, 21st Century Edition di David Sklansky e Mason Malmuth       | (ISBN 1-880685-22-1)  |
| Poker, Gaming, & Life di David Sklansky                                                          | (ISBN 1-880685-17-5)  |
| Seven Card Stud for Advanced Players di David Sklansky, Mason Malmuth, e Ray Zee                 | ( ISBN 1-880685-23-X) |
| Sklansky on Poker di David Sklansky                                                              | (ISBN 1-880685-06-X)  |
| Sklansky on Razz di David Sklansky                                                               | (ISBN 0-87019-050-4)  |
| Sklansky Talks Blackjack di David Sklansky                                                       | (ISBN 1-880685-21-3)  |
| Small Stakes Hold 'em: Winning Big with Expert Play di Ed Miller, David Sklansky e Mason Malmuth | (ISBN 1-880685-32-9)  |
| Theory of Poker di David Sklansky                                                                | (ISBN 1-880685-00-0)  |
| Tournament Poker for Advanced Players di David Sklansky                                          | (ISBN 1-880685-28-0)  |
| No Limit Hold 'em: Theory e Practice di David Sklansky e Ed Miller                               | (ISBN 1-880685-37-X)  |